# Solpugista hastata
Solpugista hastata är en spindeldjursart som först beskrevs av Kraepelin 1899.  Solpugista hastata ingår i släktet Solpugista och familjen Solpugidae. Inga underarter finns listade i Catalogue of Life.